# Port lotniczy Marsh Harbour
Port lotniczy Marsh Harbour – port lotniczy zlokalizowany w mieście Marsh Harbour, na wyspie Wielkie Abaco (Bahamy).

## Linie lotnicze i połączenia
- American Airlines
  - American Eagle (Miami)
- Bahamasair (West Palm Beach, Nassau)
- Craig Air Center (Jacksonville, St. Augustine)
- Continental Airlines
  - Continental Connection obsługiwane przez Gulfstream International Airlines (Fort Lauderdale, West Palm Beach)
- Locair (Ft. Lauderdale, St. Petersburg/Tampa) [starts November 20]
- Twin Air/Calypso (Fort Lauderdale)